# Elsa Triolet
Elsa Triolet (Moscou, llavors Imperi Rus, 24 de setembre [C.J. 12 de setembre] de 1896 - Saint-Arnoult-en-Yvelines, França, 16 de juny de 1970), nascuda El·la Iúrievna Kagan (rus: Элла Юрьевна Каган), fou una escriptora i traductora francesa d'origen rus, guanyadora del Premi Goncourt (1944). Era la germana menor de Lília Brik. També és coneguda amb el pseudònim de Laurent Daniel.

## Biografia
Elsa Kagan neix al si d'una acomodada família burgesa d'origen jueu. Els seus pares, originaris de Letònia, van formar una família cosmopolita en la qual els viatges pels llocs de moda de tot Europa van ser habituals en la infància de les dues joves germanes. El pare era advocat i la mare virtuosa pianista. La mort del pare, quan Elsa només tenia quinze anys, va obligar la família a reduir notablement el seu tren de vida. Amiga des de la infància del lingüista Roman Jakobson, aprèn el francès des de ben petita, i estableix una relació el 1913 amb el poeta futurista Vladímir Maiakovski, que passarà a ser després company de la seva germana gran, Lília Brik. Elsa és la destinatària de les cartes que figuren en el llibre Zoo o cartes de no amor de Víktor Xklovski, que va sentir per ella un amor no correspost.
El 1918 deixa Rússia i el 1919 es casa a París amb un militar francès, André Triolet, del qual prendrà el cognom que continuarà utilitzant durant tota la vida. L'any següent passa una temporada a Tahití, viatge que servirà d'inspiració per a la seva primera novel·la. Abandona el seu marit el 1921 i se'n va a viure a Londres i Berlín. Va escriure tres novel·les en rus, A Tahití (1925), Maduixa silvestre (1926) i Camuflatge (1928).
Establerta a Montparnasse el 1924, es relaciona amb escriptors  surrealistes i amb altres artistes com Fernand Léger i Marcel Duchamp.
Acompanyarà Louis Aragon el 1928 a París, al cafè "La Coupole", al qual acudien nombrosos artistes, i passa a ser la seva musa. En els anys 30, elabora collarets per a l'alta costura i escriu reportatges per a diaris russos; també es dedicarà a traduir els grans novel·listes russos al francès. El 1938 comença a escriure la seva primera novel·la en francès, Bonsoir Thérèse ('Bon vespre, Teresa').
Es casa amb Aragon el 28 de febrer de 1939. Al costat d'ell, entra a la Resistència francesa, a la zona sud (especialment a la zona de Lió i Droma) i col·labora en l'elaboració i difusió dels diaris La Drôme en armes i Les Étoiles. Segueix escrivint: la novel·la Le Cheval blanc i uns relats que apareixen publicats a l'editorial Les Éditions de Minuit, reunits sota el títol La primera enganxada costa dos-cents francs (frase que anunciava el desembarcament a Provença). Aquests relats guanyen el 1945 el premi Goncourt corresponent a 1944. Assisteix el 1946 al procés de Nuremberg, sobre el qual escriurà un reportatge en Les Lettres françaises.
Com a membre del comitè dirigent del CNE (Comité national des écrivains, "Comitè nacional dels escriptors"), es compromet en la promoció de la lectura i en la venda de llibres en els anys 50. L'època de la guerra li inspira la novel·la L'inspecteur des ruines, i l'amenaça atòmica, en l'època de la Guerra freda, Le Cheval roux ou les Intentions humaines. Viatja amb freqüència als països del bloc socialista al costat d'Aragon, però tot i ser conscient de l'antisemitisme que experimenten entre d'altres la seva germana i dels crims que es cometen a la Unió Soviètica (el marit de Lília Brik, el general Vitali Primakov, és executat), no efectua cap mena de declaració pública sobre aquests esdeveniments. Només criticarà l'estalinisme el 1957 en Le Monument. Aquest mateix any dimiteix del comitè dirigent del CNE i després escriurà les tres novel·les del cicle L'âge de nylon. Va intervenir de manera activa el 1963 per aconseguir que es traduís i aparegués a França el relat d'Aleksandr Soljenitsin Un dia en la vida d'Ivan Deníssovitx. La manera en què es va falsificar la biografia de Maiakovski a la Unió Soviètica va ser una de les raons que la va impulsar a escriure les novel·les Le Grand jamais ('El gran mai') (1965) i Écoutez-voir ('Escolteu i vegeu') (1968).
Després de publicar La Mise en mots (1969) i Le Rossignol se tait à l'aube (1970), Elsa Triolet mor d'una 'insuficiència cardíaca el 16 de juny de 1970 en la propietat que tenia al costat de Louis Aragon, el Moulin de Villeneuve. Està enterrada al parc de sis hectàrees que envolta aquest vell molí al costat d'Aragon. Sobre les seves tombes es pot llegir aquesta frase d'Elsa Triolet:
| «              | (francès) Quand côte à côte nous serons enfin des gisants, l'alliance de nos livres nous unira pour le meilleur et pour le pire, dans cet avenir qui était notre rêve et notre souci majeur à toi et à moi. La mort aidant, on aurait peut-être essayé, et réussi à nous séparer plus sûrement que la guerre de notre vivant, les morts sont sans défense. Alors nos livres croisés viendront, noir sur blanc la main dans la main s'opposer à ce qu'on nous arrache l'un à l'autre. ELSA | (català) Quan al costat l'un de l'altre serem finalment jaient, l'aliança dels nostres llibres ens unirà per bé i per mal, en aquest avenir que era el nostre somni i la nostra major preocupació per a tu i per a mi. Amb l'ajut de la mort, hom hauria potser provat i reeixit a separar-nos amb més seguretat que la guerra del nostre vivent, car els morts estan indefensos. Llavors els nostres llibres creuats vindran, negre sobre blanc, mà amb mà, a oposar-se a allò que ens arrenca l'un a l'altre. ELSA | » |
| — Elsa Triolet | | |   |

## Obres
- A Tahití (1925), rus: На Таити, traduït al francès per Elsa Triolet el 1964
- Maduixa silvestre (1926), rus: Земляника
- Camuflatge (1928), rus: Защитный цвет
- Bonsoir Thérèse (1938)
- Maïakovski (1939)
- Monstre 42, Poésie 42 núm. 2, Seghers, 1942
- Clair de lune, Poésie 42 núm. 4, Seghers, 1942
- Mille regrets (1942)
- Le Cheval blanc, Denoël, 1943
- Les Amants d'Avignon. Publicat sota el nom de Laurent Daniel, que era el seu pseudònim en la clandestinitat, per Éditions de Minuit, 1943.
- Qui est cet étranger qui n'est pas d'ici? ou le mythe de la Baronne Mélanie, Éditions Seghers, 1944
- Le premier accroc coûte 200 francs (1944), Premi Goncourt el 1944
- Personne ne m'aime (1946)
- Les Fantômes armés (1947)
- L'Inspecteur des ruines (1948)
- Le Cheval roux ou les Intentions humaines (1953)
- L'Histoire d'Anton Tchekhov (1954)
- Le Rendez-vous des étrangers (1956)
- Le Monument (1957)
- L'âge de nylon (1): Roses à crédit (1959)
- L'âge de nylon (2): Luna-Park (1959)
- Les Manigances (1961)
- L'âge de nylon (3): L'Âme (1962)
- Le Grand Jamais (1965)
- Écoutez-voir (1968)
- La Mise en mots (1969)
- Le Rossignol se tait à l'aube (1970)